# 葬送的芙莉蓮
《葬送的芙莉蓮》是山田鐘人原作、阿部司作畫的日本漫畫，開始連載於2020年4月28日發售的《週刊少年Sunday》2020年第22、23合併號。作品以魔王被討伐後的世界為主軸，描繪精靈魔法使芙莉蓮的旅程與思索人生的意義，是一部溫柔細膩、感人至深的治癒番。改編電視動畫於2023年9月至2024年3月播放。截止2025年7月單行本累計發行部數突破3000萬部。

## 故事概要
故事背景設定於存在著魔法與奇幻生物的虛構世界，講述勇者一行人打倒魔王之後，勇者一行人中精靈魔法使芙莉蓮的故事。
人類族的勇者欣梅爾、矮人族的戰士艾冉、人類族的僧侶海塔、精靈族的魔法使芙莉蓮，結束長達十年的冒險旅程，打倒魔王作為英雄凱旋歸來，並接受國王表揚。當夜他們剛好遇上五十年一遇的流星雨，四人相約五十年後再度相聚觀看難得一見的流星雨。五十年對長壽的芙莉蓮來說一瞬而過，但在她想到要回王都履約的時候，發現依約再會的昔日冒險夥伴全都已經老去，在欣賞流星雨過後，勇者欣梅爾便壽終正寢。他的逝世讓芙莉蓮感到懊悔沒有趁他活著的時候更了解他，也讓一直對「馬上就會死掉的」人類漫不關心的芙莉蓮開始想要更了解人類的感情，從此踏上自我救贖之旅。
按照芙莉蓮的師傅——人類大魔法使弗蘭梅千年前留下的指引，芙莉蓮與海塔託孤的魔法使費倫、艾冉的徒弟修塔爾克三人一起出發，重歷當年勇者一行征伐魔王的路線，要在恰巧位於大陸最北方魔王城遺址的靈魂長眠之地尋找欣梅爾的魂魄，說出數十年前未能說完的話語。

## 登場角色
這裡只介紹作為故事主角的「芙莉蓮一行人」和「勇者一行人」，其他角色請參考上方的角色列表。
芙莉蓮（聲：種崎敦美）
本作主角。過去是勇者一行人的精靈大魔法使。白髮綠眼的少女、已經存活上千年。因為替人類研究解析「殺人魔法」而做出巨大貢獻，並且葬送過最多數量魔族性命，因此被魔族稱為「葬送的芙莉蓮」。後受勇者欣梅爾的邀約加入其冒險隊伍，展開為期十年的討伐魔王冒險，最後並肩作戰成功討伐魔王而完成偉業。在欣梅爾葬禮上才懊悔自己明知人類壽命短暫卻無端浪費50年，懊悔自己從未利用那段時光多加了解有關欣梅爾的事情，以此悔恨為契機，她展開了解人類的自我救贖之旅。
費倫（聲：市之瀨加那）
人類魔法使，9歲→19歲，頭髮和雙瞳皆為紫色的少女。因為戰爭失去雙親而成為孤兒，被海塔收養照顧，被海塔託付給芙莉蓮照顧並學習魔法，後來成為芙莉蓮的弟子，擁有出眾的魔法天賦與學習能力。平常個性溫和穩重，對誰都用敬語相稱，在隊伍中經常擔任照顧者的角色。但說話有時相當不留情面，對缺乏自我管理能力的人尤甚，一旦生氣就會陷入冷戰狀態。
修塔爾克（聲：小林千晃）
人類戰士，17歲→19歲，單純善良、富責任感的紅髮紅瞳少年。因為家鄉被魔族襲擊時，在兄長修特爾茲掩護下逃走，作為唯一倖存者而相當自責且自卑，而後成為艾冉的弟子，在艾冉的訓練下擁有能劈開山壁的斬擊、超結實的肉體和極快的恢復力，擅用武器為長柄斧。與其可靠的實力及外表不符，個性乖巧膽小、內心纖細敏感，非常樂於助人，所以人緣極好且容易受小孩子歡迎。
欣梅爾（聲：岡本信彥）
勇者一行人的人類勇者，芙莉蓮的昔日冒險夥伴，討伐魔王四人組小隊裡的公認領導者。特徵是左眼旁的淚痣。年輕時留著藍色短髮且容貌俊秀，晚年則是光頭留著鬍鬚的矮弱老頭。不只實力強大，而且待人謙虛、善良堅毅、慷慨誠信。幾乎會毫不猶豫的對任何需要幫助之人伸出援手，而且相當重視和照顧夥伴。身邊的隊友都一致認可他的高尚品格並接受他這名領袖，各自散夥後還受他的言行影響一生。
海塔（聲：東地宏樹）
勇者一行人的人類僧侶，芙莉蓮的昔日冒險夥伴，欣梅爾的同鄉。年輕時留著綠色短髮，個性睿智有禮，完全信任欣梅爾，在勇者一行隊伍中作為開心果。絲毫不在乎僧侶忌酒的戒律和愛挑食，還經常在喝酒一事上說謊，常被調侃為「酒肉僧侶」。在勇者一行中負責治療、輔助，魔力量以年輕人類而言十分強大。
艾冉（聲：上田燿司）
勇者一行人的矮人戰士，芙莉蓮的昔日冒險夥伴。留著遮住臉部的褐色頭髮和鬍鬚，頭戴維京式雙角頭盔。沉默寡言、完全不露出其他表情，但開口往往一針見血。擁有異常結實的肉體和能捏碎鑽石的力量，無論受到多超乎常理的傷害都毫髮無損。使用雙手大斧，戰鬥中負責配合欣梅爾做物理攻擊或保護夥伴。
贊恩（聲：中村悠一）
人類僧侶，言行相當社會化，喜歡煙酒、賭博和成熟的美女，雖然品行已經達到破戒僧的境界，但卻擁有出色的僧侶才能，對詛咒魔法有抗性。兒時受海塔啟蒙而嚮往冒險，因為大哥不希望他放棄夢想悔恨終身，加上芙莉蓮等人積極邀約，為了尋找好友「戰士大猩猩」的下落，曾短暫加入芙莉蓮一行人同行。

## 出版書籍

### 單行本
本作開始連載於2020年4月28日發售的《週刊少年Sunday》2020年22、23合併號。負責原作的山田鐘人和負責作畫的阿部司都是年輕漫畫家。據《週刊少年Sunday》編輯長市原武法所講，他從責編手上拿到《葬送的芙莉蓮》的分鏡圖時，對其品質之高感到十分驚訝。他稱他認為《葬送的芙莉蓮》是在當年開始在少年漫畫雜誌上連載、由年輕漫畫家創作的作品當中最有趣的。
| 冊數 | 小學館         | 小學館                                                  | 東立出版社                 | 東立出版社                                                  | 次元书馆   | 次元书馆               |
| 冊數 | 發售日期       | ISBN                                                    | 發售日期                   | ISBN                                                        | 發售日期   | ISBN                   |
| ---- | -------------- | ------------------------------------------------------- | -------------------------- | ----------------------------------------------------------- | ---------- | ---------------------- |
| 1    | 2020年8月18日  | ISBN 978-4-09-850180-9                                  | 2021年5月13日              | ISBN 978-957-26-6905-1（首刷限定版） ISBN 978-957-26-6602-9 | 2022年6月  | ISBN 978-7-5680-7875-7 |
| 2    | 2020年10月16日 | ISBN 978-4-09-850181-6                                  | 2021年7月23日              | ISBN 978-957-26-7308-9（首刷限定版） ISBN 978-957-26-6603-6 | 2022年6月  | ISBN 978-7-5680-7875-7 |
| 3    | 2020年12月18日 | ISBN 978-4-09-850285-1                                  | 2021年9月10日              | ISBN 978-957-26-7561-8（首刷限定版） ISBN 978-957-26-6604-3 | 2022年9月  | ISBN 978-7-5680-5785-1 |
| 4    | 2021年3月17日  | ISBN 978-4-09-850490-9                                  | 2021年11月8日              | ISBN 978-957-26-7563-2（首刷限定版） ISBN 978-957-26-7562-5 | 2022年9月  | ISBN 978-7-5680-5785-1 |
| 5    | 2021年7月16日  | ISBN 978-4-09-850634-7                                  | 2022年1月27日              | ISBN 978-957-26-8135-0（首刷限定版） ISBN 978-957-26-7482-6 | 2023年10月 | ISBN 978-7-5680-9509-9 |
| 6    | 2021年11月18日 | ISBN 978-4-09-850728-3 ISBN 978-4-09-943096-2（特裝版） | 2022年4月18日              | ISBN 978-957-26-8805-2（首刷限定版） ISBN 978-957-26-8248-7 | 2023年10月 | ISBN 978-7-5680-9509-9 |
| 7    | 2022年3月17日  | ISBN 978-4-09-850876-1 ISBN 978-4-09-943104-4（特裝版） | 2022年7月25日              | ISBN 978-957-26-9318-6（首刷限定版） ISBN 978-957-26-9117-5 | 2024年3月  | ISBN 978-7-5772-0615-8 |
| 8    | 2022年6月17日  | ISBN 978-4-09-851148-8 ISBN 978-4-09-943116-7（特裝版） | 2022年11月4日              | ISBN 978-626-347-020-0（首刷限定版） ISBN 978-957-26-9752-8 | 2024年3月  | ISBN 978-7-5772-0615-8 |
| 9    | 2022年9月15日  | ISBN 978-4-09-851260-7 ISBN 978-4-09-943119-8（特裝版） | 2023年1月3日               | ISBN 978-626-347-608-0（首刷限定版） ISBN 978-626-347-371-3 | 2024年9月  | ISBN 978-7-5772-0811-4 |
| 10   | 2023年3月16日  | ISBN 978-4-09-851771-8 ISBN 978-4-09-943125-9（特裝版） | 2023年7月14日              | ISBN 978-626-360-670-8（首刷限定版） ISBN 978-626-360-634-0 | 2024年9月  | ISBN 978-7-5772-0811-4 |
| 11   | 2023年9月15日  | ISBN 978-4-09-852769-4 ISBN 978-4-09-943132-7（特裝版） | 2023年12月22日             | ISBN 978-626-372-983-4（首刷限定版） ISBN 978-626-372-982-7 | 2025年2月  | ISBN 978-7-5133-5851-4 |
| 12   | 2023年12月18日 | ISBN 978-4-09-853030-4 ISBN 978-4-09-943140-2（特裝版） | 2024年2月1日               | ISBN 978-626-02-0675-8（首刷限定版） ISBN 978-626-02-0632-1 | 2025年2月  | ISBN 978-7-5133-5851-4 |
| 13   | 2024年4月17日  | ISBN 978-4-09-853233-9 ISBN 978-4-09-943158-7（特裝版） | 2024年7月29日              | ISBN 978-626-02-2098-3（首刷限定版） ISBN 978-626-02-1648-1 |            |                        |
| 14   | 2025年3月18日  | ISBN 978-4-09-854017-4 ISBN 978-4-09-943195-2（特裝版） | 2025年7月31日 2025年8月4日 | ISBN 978-626-02-4825-3（特裝版） ISBN 978-626-02-4824-6     |            |                        |

### 相關書籍
畫集
| 冊數 | 小學館         | 小學館                 | 東立出版社    | 東立出版社                                                  | 次元书馆  | 次元书馆               |
| 冊數 | 發售日期       | ISBN                   | 發售日期      | ISBN                                                        | 發售日期  | ISBN                   |
| ---- | -------------- | ---------------------- | ------------- | ----------------------------------------------------------- | --------- | ---------------------- |
| 1    | 2023年12月18日 | ISBN 978-4-09-199082-2 | 2024年7月22日 | ISBN 978-626-02-1908-6（首刷限定版） ISBN 978-626-02-1593-4 | 2025年2月 | ISBN 978-7-5133-5832-1 |

小說《葬送的芙莉蓮 ～前奏～》
| 冊數 | 小學館        | 小學館                 | 東立出版社    | 東立出版社                                                  | 华文天下 | 华文天下               |
| 冊數 | 發售日期      | ISBN                   | 發售日期      | ISBN                                                        | 發售日期 | ISBN                   |
| ---- | ------------- | ---------------------- | ------------- | ----------------------------------------------------------- | -------- | ---------------------- |
| 1    | 2024年4月17日 | ISBN 978-4-09-853236-0 | 2024年7月22日 | ISBN 978-626-021-920-8（首刷限定版） ISBN 978-626-02-1920-8 | 2025年   | ISBN 978-7-5225-3837-2 |

公式書
| 冊數 | 小學館        | 小學館                 | 次元书馆 | 次元书馆               |
| 冊數 | 發售日期      | ISBN                   | 發售日期 | ISBN                   |
| ---- | ------------- | ---------------------- | -------- | ---------------------- |
| 1    | 2024年1月12日 | ISBN 978-4-09-853106-6 |          | ISBN 978-7-5133-6104-0 |

## 宣傳
為紀念單行本第1卷發售，作者阿部司在2020年8月18日發售當天於自己的Twitter上載漫畫的第1、2話。截至8月20日，該推文獲得約3.7萬次轉推、約8.3萬次讚好。《週刊少年Sunday》亦在8月20日於其YouTube頻道上公開阿部司為該雜誌2020年第35號（7月29日發售）繪畫封面時拍攝的影片，分成三種時長版本。為紀念單行本第2卷發售，官方在同年10月公開作品開始連載以來的首條宣傳影片。
2021年9月13日，開設官方Twitter帳戶。

## 迴響
本作獲頒宮脇書店主辦的Miyawaki Comic Awards（ミヤコミ）2021獎項、《這本漫畫真厲害！2021》男生篇第2位、全國書店店員推薦漫畫2021的第2位、漫畫大獎2021的第1位、第25屆（2021年）手塚治虫文化獎新生獎、下一部漫畫大獎2021紙本漫畫類別的第3位、2023年BookLive讀者票選奇幻漫畫第3名。進入2024年，本作在「BookLive!讀者票選」名列奇幻漫畫類第1名。亦在2024年7月的日本博覽會獲頒金達摩獎最佳動畫獎、最佳生活片段動畫獎、最佳片尾曲獎。
角色獎項方面，本作女主角芙莉蓮入圍2021年度「Magademy Award（マガデミー賞）」主演女優獎項，但惜敗給《晨曦公主》的女主角優娜，本作男角色欣梅爾在2023年度「Magademy Award（マガデミー賞）」獎項獲頒助演男優賞。
本作單行本第1卷在2020年8月18日發售，在當年開始發售的漫畫單行本第1卷中銷量排名第6。截至2021年3月，系列累積發行逾200萬本。截至2021年11月，系列累積發行逾400萬本。截至2022年2月，系列累積發行逾560萬本。截至2023年3月，系列累積發行逾800萬本。截至2023年10月，系列累積發行逾1,100萬本。

## 電視動畫
2022年9月13日，宣布動畫化。同年11月29日，宣佈改編電視動畫將於2023年首播。2023年3月8日，首次公開預告片。同年9月27日，宣布在日本電視台等頻道連續播放2個季度。同年9月29日，於黃金時段節目「金曜ロードショー」中首次播出為長達兩小時的特別篇（第1－4集）。2024年9月，宣布第2季製作確定，預定於2026年1月播出。

## 社會影響
本作劇中角色留下許多名言，成為蔚為一時的流行語。2024年台中捷運隨機傷人事件中，挺身而出與嫌犯纏鬥的男子於接受採訪時，引用劇中台詞表示「如果是欣梅爾的話，也一定會這麼做的」，於台灣、日本成為話題。

## 外部連結
- 漫畫官方網站（日語）
- 漫畫連載網站（日語）
- 漫畫的X（前Twitter）（日語）